# Герб Сілвеша
Ге́рб Сі́лвеша — офіційний символ міста Сілвеш, Португалія. Використовується як територіальний герб. У срібному щиті п'ятірка португальських щитків, на кожному з яких 13 безантів. Правий і лівий щитки п'ятірки обернені підніжжями до центру. Між ними чотири алгарвські голови: у першому і четвертому полях голова світлошкірого християнського короля в золотій короні; у другому і третьому — голова темношкірого мавританського еміра в срібному тюрбані. Щит увінчує срібна мурована міська корона з п'ятьма вежами.  Під щитом біла стрічка, на якій великими літерами напис португальською: «cidade de Silves» (місто Сетубал).  Офіційно затверджений 9 жовтня 1959 року.  

## Галерея

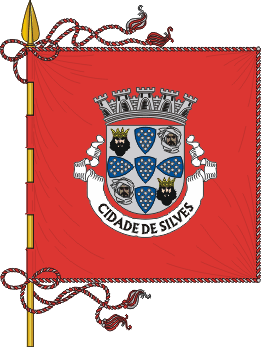
Прапор
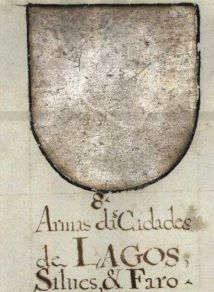
Thesouro de Nobreza